# 7G-Tronic

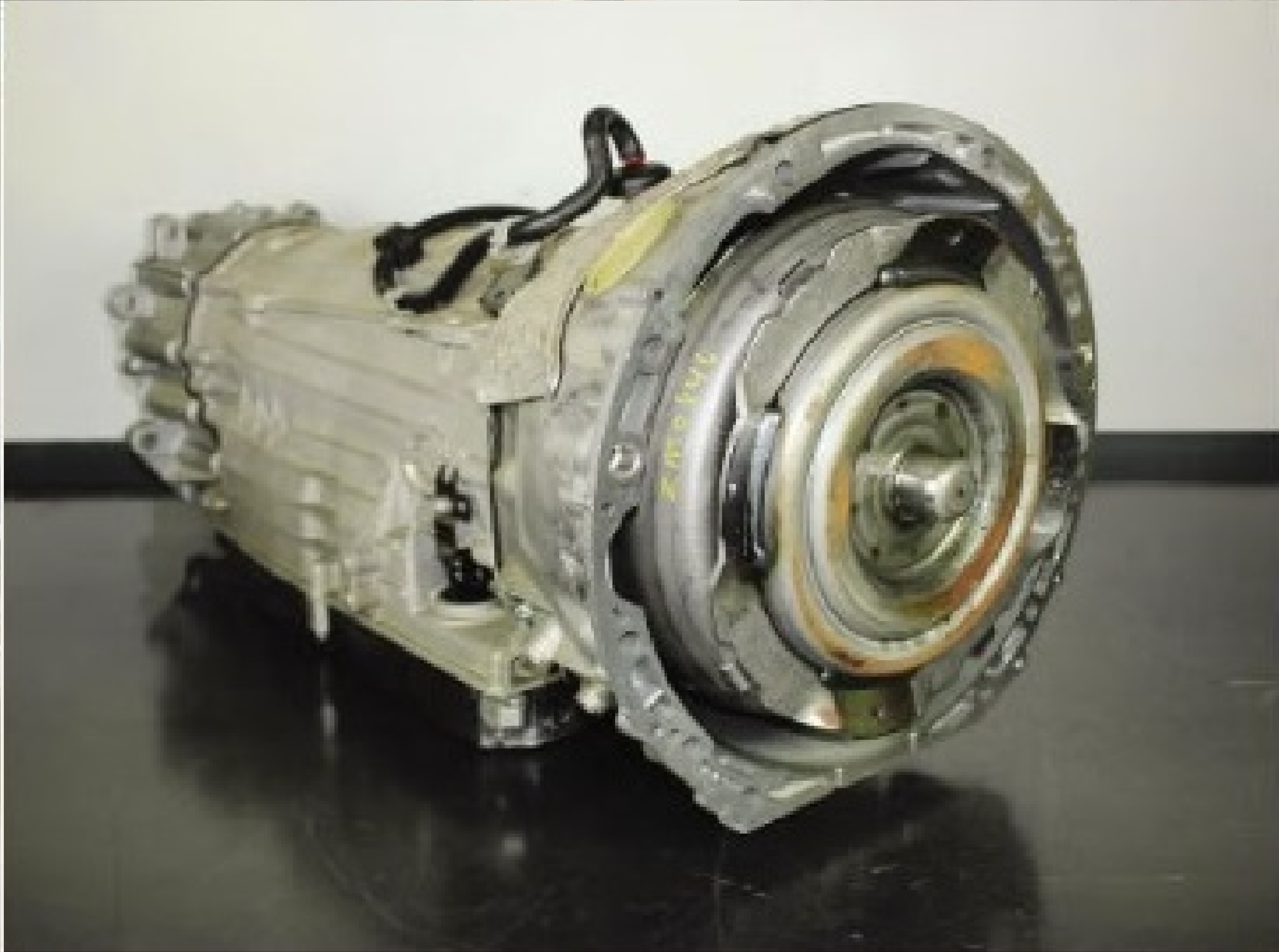
7G-Tronic 722.9 NAG2

7G-Tronic (код 722.9) или NAG2 (от нем. Neues Automatik Getriebe. 2 Generation — «новая автоматическая коробка передач 2-го поколения») — торговая марка 7-ступенчатых автоматических коробок передач немецкой компании Mercedes-Benz, заменивших в 2003 году модель 5G-Tronic. Первая семиступенчатая автоматическая коробка передач, применённая при производстве пассажирских транспортных средств. В 2013 году была заменена на 9G-Tronic.
Помимо автомобилей компании Mercedes-Benz применяется также на продукции фирмы SsangYong (Chairman, Rexton, New Rodius и другие).

## История

### 7G-Tronic
В мае 2003 года компания Mercedes-Benz представила новую электронно-управляемую 7-ступенчатую автоматическую коробку передач с гидротрансформатором 7G-Tronic, 5-ю в истории марки. Дебютировала новинка на 5 различных моделях с восьмицилиндровым двигателем: E500, S430, S500, CL500 и SL500. Она также была доступна на некоторых моделях с двигателями V6, включая новые 320 CDI, которые используют турбо VTG с аккумуляторной топливной системой высокого давления. По заявлению компании, коробка 7G-Tronic может сэкономить до 0.6 литров топлива на каждые 100 километров (в зависимости от автомобиля), при этом скорость переключения передач в ней быстрее, чем в уходящей 5-ступенчатой коробке 5G-Tronic. При этом переключение происходит более гладко и комфортно, без толчков. Инженеры компании добились этого прежде всего за счёт использования семи передаточных чисел.
Несмотря на достоинства стандартной 7G-Tronic, у неё есть и недостаток — для этой коробки переключения передач крутящий момент ограничен на 735 Н·м, что делало невозможным установку этой АКПП на V12 двигатели автомобилей Mercedes-Benz, таких как S600 и S65 AMG (те так и сохраняли 5G-Tronic, которая имеет потенциал крутящего момента в 1079 Н·м), так как её было недостаточно, чтобы справиться крутящим моментом от двигателя V12.
С 2008 года SL-класс стал доступен с коробкой 7G-Tronic Sport и рулевым колесом с подрулевыми переключателями передач. Переключение стало ещё более гладким, а характерные циклы нагрузки были заметно снижены. Через год появилась 7-ступенчатая спортивная коробка передач AMG SPEEDSHIFT DCT для SLS AMG. Она отличалась быстрыми переключениями передач практически без каких-либо потерь в тяговом усилии. Для водителя было доступно четыре различных режима переключения передач: экономичный «С» (Controlled Efficiency), «S» (Sport), «S+» (Sport Plus) и «M» (Manual — ручной), которыми можно было удобно управлять с помощью поворотного регулятора в блоке AMG DRIVE. Функция автоматического двойного выключения сцепления была активна в режимах «S», «S+» и «M». Функция RACE START позволяла создавать оптимальную тягу благодаря механической блокировке дифференциала.
В июле 2009 года компания Mercedes-Benz заявило о ведении работ над новой, 9-ступенчатой коробке передач.

### 7G-Tronic Plus
Осенью 2010 года инженеры Mercedes-Benz выпустили обновлённую версию коробки — 7G-Tronic Plus (6-е поколение АКПП марки). Впервые она была представлена на CL-классе (216 серия). По заявлению компании, данная коробка стала ещё более комфортной, быстрой и более экономичной, чем её предшественник. В коробке был применён гидротрансформатор нового поколения, обладающий более высокой долговечностью, ещё более низким уровнем шума и более спонтанной реакцией благодаря использованию инновационной трансмиссионной технологии. Кроме того была добавлена Система «старт-стоп». В режиме ECO число оборотов двигателя снижается, что значительно способствует экономии топлива. Коробка передач претерпела систематические оптимизации для уменьшения потери энергии при трении. Эта и другие меры позволили добиться экономии топлива до 7%.
В 2012 году новый автомобиль Mercedes-Benz SL-класса был выпущен с АКПП 7G-Tronic Plus. Родстер стал первым автомобилем компании, который оснастили недавно разработанным переключателем DIRECT SELECT на центральной консоли, напоминающий высококачественный джойстик. Для более динамичного стиля вождения менять ступени можно вручную — при помощи подрулевых переключателей DIRECT SELECT.
Последние изменения в 7G-Tronic Plus были сделаны в 2013 году. С обновлённой версией АКПП был выпущен автомобиль E300 BlueTEC HYBRID, где 20 кВт электродвигатель был встроен в корпус гидротрансформатора трансмиссии.
В 2013 году работы над коробкой 7G-Tronic были закончены и на смену ей пришла новая АКПП 9G-Tronic.

## Описание
Корпус АКП 7G-TRONIC выполнен из облегченного материала – магния. Таким образом, данная модель АКП, несмотря на наличие двух дополнительных передач, всего на 1,8 кг тяжелее предшествующей модели (масса составляет около 81.5 кг), а её длина – 62 см – практически такая же.
Инженеры Mercedes-Benz оснастили новую коробку передач различными передовыми механизмами. Так, например, когда водитель выжимает педаль акселератора до отказа («кикдаун»), 7G-Tronic не всегда выбирает и переключает отдельные передачи в строгом порядке. Вместо этого коробка самостоятельно подбирает необходимое передаточное число, перескакивая через определённые шестерни. В то же время было значительно улучшено качество переключения передач. Коробка сменяет передачу чрезвычайно гладко и быстро, при этом данная операция едва заметна, особенно на более высоких передачах.
АКПП 7G-Tronic имеет два передаточных числа заднего хода: 3.416 и 2.231. Зимний режим (именующийся «Комфорт») ставит в качестве стартовой передачи 2-ю как для движения вперёд, так и задним ходом.
Новая гидравлическая цепь и оптимизированные характеристики преобразователя обновлённой коробки 7G-Tronic Plus значительно улучшили запуск двигателя, эффективность и плавность хода блокировочной муфты гидротрансформатора. Для обеспечения длительного срока службы в сочетании с хорошей смазкой элементов и охлаждением, в этих АКПП с 21.06.2010 применяется жидкость сине-зелёного цвета «FE-ATF» («Fuel Economy – Automatic Transmission Fluid») с модифицированным пакетом присадок из листа допуска MB 236.15, а до 20.06.2010 — красного цвета, с допуском MB 236.14. Так же отличия этих коробок коснулись и поддона АКПП: для быстрого визуального определения последнее поколение 7G-Tronic выпускается с овальной выштамповкой, в то время как предыдущее — с круглой.
Выпуск коробок переключения передач 7G-Tronic был налажен на заводах в Штутгарте-Унтертюркхайме, Германия.

## Технические характеристики

### Передаточные числа
| АКПП                                                     | Передача | Передача | Передача | Передача | Передача | Передача | Передача | Передача | Передача | Передача |
| АКПП                                                     | 1        | 2        | 3        | 4        | 5        | 6        | 7        | R-1      | R-2      | Главная  |
| -------------------------------------------------------- | -------- | -------- | -------- | -------- | -------- | -------- | -------- | -------- | -------- | -------- |
| 7G-Tronic / 7G-Tronic Plus                               | 4.377    | 2.859    | 1.921    | 1.368    | 1.00     | 0.82     | 0.728    | 3.416    | 2.231    | 2.85     |
| AMG-SpeedShift 7G-Tronic (Mercedes-Benz R171 SLK 55 AMG) | 4.38     | 2.86     | 1.92     | 1.37     | 1.00     | 0.82     | 0.73     | 3.41     | 2.231    | 3.06     |

## AMG SpeedShift

### MCT 722.9
Подразделение Mercedes-AMG в 2008 году разработало собственную 7-ступенчатой планетарную полу-автоматическую коробку передач AMG SpeedShift MCT. Аббревиатура MCT расшифровывается как «технология многодискового сцепления» (от нем. Multi-Clutch Technology) и прямо указывает на то, что переключение передач здесь осуществляется исключительно при помощи элементов сцепления. По существу такая трансмиссия представляет собой уникальную конструкцию, сочетающую планетарную коробку, применяемую в традиционных автоматах, и сцепление, подобное тому, что используется в трансмиссиях с механическими коробками передач. В данном варианте на смену традиционному гидротрансформатору пришла компактная муфта сцепления мокрого типа, работающая в масляной ванне. Благодаря минимальному значению инерции вращающихся масс, данная коробка передач реагирует крайне спонтанно, динамично и не имеет потерь, характерных для гидротрансформатора, что способствует экономии топлива. Как следствие внесённых модификаций (использование лёгкого магниевого сплава в конструкции картера), AMG SpeedShift MCT имеет на 18 % меньшую массу, по сравнению с обычной коробкой 7G-Tronic (всего 80 кг), и сниженный на 30 % момент инерции вращающихся деталей. Трансмиссия оснащена 7-ступенчатым передаточным рядом, функцией перегазовки и 4 режимами работы: «C», «S», «S+» и «M». Минимальное время переключения – 0,1 секунды (режим «S+»).
Центральным органом управления коробкой служит AMG DRIVE UNIT. Водитель может переключать передачи либо с помощью рычага селектора, либо подталкивая подрулевые переключатели на рулевом колесе. Новая функция Race Start («мгновенный старт») обеспечивает максимальное ускорение и оптимальное сцепление ведущих колёс.
В режиме ручного переключения передач («М») водитель может дополнительно задействовать высокий крутящий момент двигателя: коробка передач держит выбранную передачу, а автоматического переключения на пониженную передачу в режиме полной нагрузки и в режиме максимального ускорения («кикдаун») не происходит. Кроме того, в ручном режиме AMG SpeedShift MCT по достижении предельного числа оборотов не переключается автоматически на следующую передачу вверх — центральный дисплей на панели приборов отображает текущую передачу и с помощью визуального сигнала указывает водителю на необходимость переключения незадолго до достижения красной зоны.
Впервые AMG SpeedShift MCT была применена на суперкаре Mercedes SL63 AMG (R230) в 2008 году. Также её устанавливали на E63 AMG. В 2011 году автомобиль Mercedes-Benz C63 AMG оснастили модернизированной коробкой AMG SpeedShift MCT.

### DCT 700.4
Вариант спортивной трансмиссии 7G-Tronic AMG SpeedShift DCT (от Dual Clutch Technology) представляет собой коробку передач с двойным сцеплением, которая располагает семью передачами, четырьмя режимами переключения передач, функцией автоматической перегазовки и функцией RACE START («мгновенный старт»). Данная версия АКПП специально адаптировалась к высокооборотному двигателю AMG V8 рабочим объёмом 6,2  литра (M156), благодаря чему она обеспечивает оптимальное регулирование передаточного отношения при небольшой разнице между соседними передаточными числами. Переключение передач осуществляется практически без разрывов в подаче крутящего момента, что даёт прирост в комфортабельности переключения передач.
В 2009 году данной версией коробки передач оснастили суперкар Mercedes-Benz SLS AMG. Позже данной модификацией оснастили такие модели, как A45 AMG, CLA45 AMG и GLA45 AMG.

## Проблемы
Наиболее частыми проблемами КПП 7G-Tronic являются:
- P0717: Сигнал от конструктивного узла Y3/8n1 (датчик числа оборотов турбины (VGS) недоступен).
- P0718: Неисправен конструктивный узел Y3/8n1 (датчик числа оборотов турбины (VGS)).
- P2767: Сигнал от конструктивного узла Y3/8n2 (внутренний датчик числа оборотов (VGS) недоступен)
- P2768: Неисправен конструктивный узел Y3/8n2 (внутренний датчик числа оборотов (VGS)).

Существует два пути исправления вышеперечисленных неисправностей: 1) установить новый блок управления (требует перепрограммирования у дилера Mercedes-Benz), 2) ремонт повреждённого элемента (не требует перепрограммирования).